# Secteur pastoral de l'Yvette-Gif-Orsay
Le secteur pastoral de l'Yvette-Gif-Orsay est une circonscription administrative de l'église catholique de France, subdivision du diocèse d'Évry-Corbeil-Essonnes.

## Histoire
Le synode diocésain de 1987 a modifié le statut du doyenné en secteur pastoral.

## Organisation
Le secteur pastoral de l'Yvette-Gif-Orsay est rattaché au diocèse d'Évry-Corbeil-Essonnes, à l'archidiocèse de Paris et à la province ecclésiastique de Paris. Il est situé dans le vicariat Nord et la zone urbaine du diocèse.

### Paroisses suffragantes
Le siège du doyenné est fixé aux Ulis. Le secteur pastoral de l'Yvette-Gif-Orsay regroupe les paroisses des communes de:
- Bures-sur-Yvette,
- Gif-sur-Yvette (deux paroisses),
- Les Ulis-Mondétour-Montjay,
- Orsay,
- Saclay,
- Saint-Aubin,
- Villiers-le-Bâcle.

### Prêtres responsables
| Période                                  | Période | Identité               | Fonction précédente | Observation |
| ---------------------------------------- | ------- | ---------------------- | ------------------- | ----------- |
| 1983                                     | 1988    | Guy Labourel           |                     | -           |
| 1988                                     | 1991    | Raphaël Guérin         |                     | -           |
| 1991                                     | 1996    | Pierre-Marie Carros    |                     | -           |
| 1996                                     | 2002    | Michel Henry           |                     | -           |
| 2002                                     | 2008    | Emmanuel Bidzogo       |                     | -           |
| 2008                                     | 2017    | Jean-François Zakarian |                     | -           |
| Les données manquantes sont à compléter. |         |                        |                     |             |

### Publications
Le secteur édite un journal intitulé la « Passerelle de l'Yvette ».

## Patrimoine religieux remarquable
- Église Saint-Rémi à Gif-sur-Yvette.

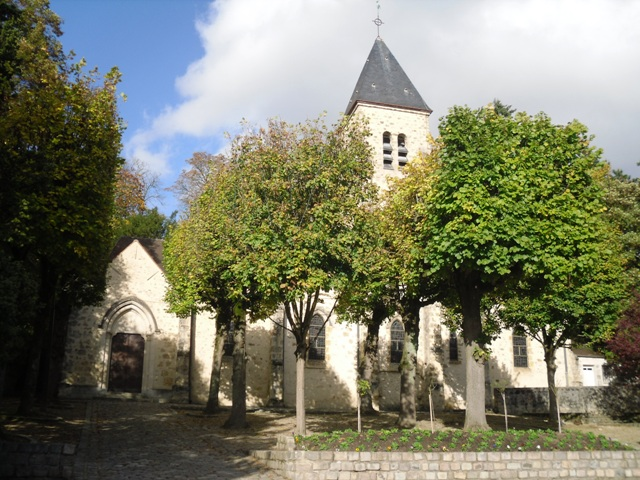
L'église Saint-Rémi de Gif-sur-Yvette.

## Pour approfondir

## Sources
1. ↑  « Carte du découpage en secteurs sur le site du diocèse. »(Archive.org • Wikiwix • Archive.is • Google • Que faire ?) Consulté le 10/08/2010.